# Teorema dels estats corresponents
Segons van der Waals, el teorema dels estats corresponents (o principi dels estats corresponents) indica que tots els fluids, quan es comparen amb la mateixa temperatura reduïda i pressió reduïda, tenen aproximadament el mateix factor de compressibilitat i es desvien del comportament de gas ideal en més o menys el mateix grau. El teorema es va originar amb el treball de Johannes Diderik van der Waals als voltants de 1873 quan va fer servir la temperatura crítica i la pressió crítica per caracteritzar un fluid.
L'exemple més importa és l'equació de van der Waals, la forma reduïda del qual s'aplica a tots els fluids.

## Factor de compressibilitat en el punt crític
El factor de compressibilitat en el punt crític, que es defineix com {\displaystyle Z_{c}={\frac {p_{c}}{n_{c}k_{B}T_{c}}}} (on el subíndex {\displaystyle c} indica el punt crític) es prediu per moltes equacions d'estat com una constant independent de la substància; per exemple, l'equació de van der Waals prediu un valor de {\displaystyle 3/8=0.375}.
| Substància | Valor |
| ---------- | ----- |
| H₂O        | 0,23  |
| 4He        | 0,31  |
| He         | 0,30  |
| H₂         | 0,30  |
| Ne         | 0,29  |
| N₂         | 0,29  |
| Ar         | 0,29  |